# Adéọlá Ọlágúnjú
Adéọlá Ọlágúnjú (* ?) je nigerijská vizuální umělkyně pracující s fotografií, videem, zvukem a instalacemi.

## Životopis
Adéọlá Ọlágúnjú vyrostla v Nigérii během éry vojenské diktatury – bouřlivého období, které ovlivnilo její budoucí práci tím, že ji podle vlastních slov naučilo, že „znovuzrození přichází s chaosem, zmatkem a destrukcí“. Adéọlá Ọlágúnjú navštěvovala Ladoke Akintola University of Technology v Ogbomosho v Nigérii, kde v roce 2009 absolvovala bakalářský titul v oboru výtvarné a užité umění. V roce 2021 získala magisterský titul v oboru Fotografická studia a praxe na Folkwangské univerzitě umění v Essenu v Německu.

## Výstavy
Dílo Ọlágúnjú bylo vystaveno v galeriích a muzeích včetně Palais des beaux-arts de Bruxelles, Bonhams v Londýně, Rencontres d'Arles,  Lagos Biennial, Arti et Amicitiae, Amsterdam Palais de Tokyo Paris, Rencontres africaines de la photographie, Muzeum moderního umění města Paříže a Galerie In Situ v Paříži.

## Publikace s příspěvky Ọlágúnjú
- Africa Under the Prism: Contemporary African Photography from LagosPhoto Festival. Hatje Cantz, 2015. Texty: Chimamanda Ngozi Adichieová.
- The Art of Nigerian Women. Ben Bosah, 2017. ISBN 978-0-9969084-5-0.
- A Stranger's Pose. Cassava Republic, 2018. Ed. Emmanuel Iduma. ISBN 978-1-911115-49-6.
- The Journey: New Positions in African Photography. Kerber, 2020. Ed. Simon Njami a Sean O'Toole. ISBN 978-3-7356-0682-2.

## Ocenění
- 2012: Lagos Photo Festival Award[12]
- 2019: Cena Seydou Keïta Grand Prize „Nejlepší kreativní fotografie“ na mezinárodním bienále fotografie Bamako Encounters[13]